# Seumantok (Sampoiniet)
Seumantok is een bestuurslaag in het regentschap Aceh Jaya van de provincie Atjeh, Indonesië. Seumantok telt 630 inwoners (volkstelling 2010).